# Sant Cristòfol les Fonts
Sant Cristòfol les Fonts és un poble del municipi d'Olot (Garrotxa), al sud de la ciutat, a la dreta de la carretera de Santa Pau. A causa de la seva proximitat a Olot, ha tingut un gran creixement i n'ha esdevingut pràcticament un barri.
L'església parroquial de Sant Cristòfol és d'origen romànic, amb tres petits absis i una torre quadrada. Fou consagrada al segle xi i va dependre del monestir de Ripoll.

## Fills Il·lustres
- Miquel Saderra i Masó (1865-1939), sacerdot i sismòleg.[2][3]